# Laruns
Laruns is een gemeente in het Franse departement Pyrénées-Atlantiques (regio Nouvelle-Aquitaine). De plaats maakt deel uit van het arrondissement Oloron-Sainte-Marie. Laruns telde op 1 januari 2022 1.178 inwoners.

## Geografie
De oppervlakte van Laruns bedroeg op 1 januari 2022 248,96 vierkante kilometer; de bevolkingsdichtheid was toen 4,7 inwoners per km².

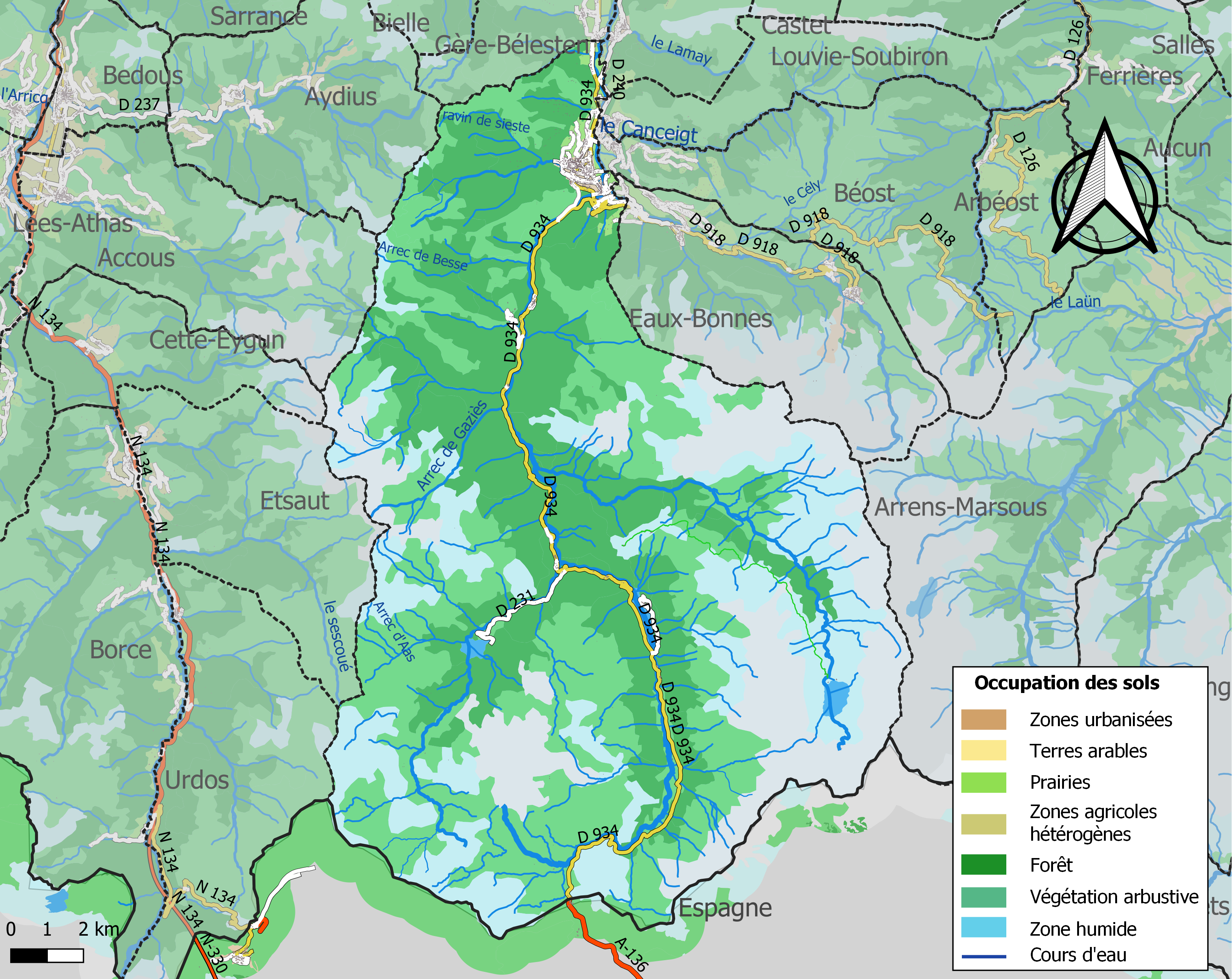
Kaart van de gemeente met belangrijkste infrastructuur, bodemgebruik en omliggende gemeenten

## Demografie
Onderstaande figuur toont het verloop van het inwonertal (bron: INSEE-tellingen).

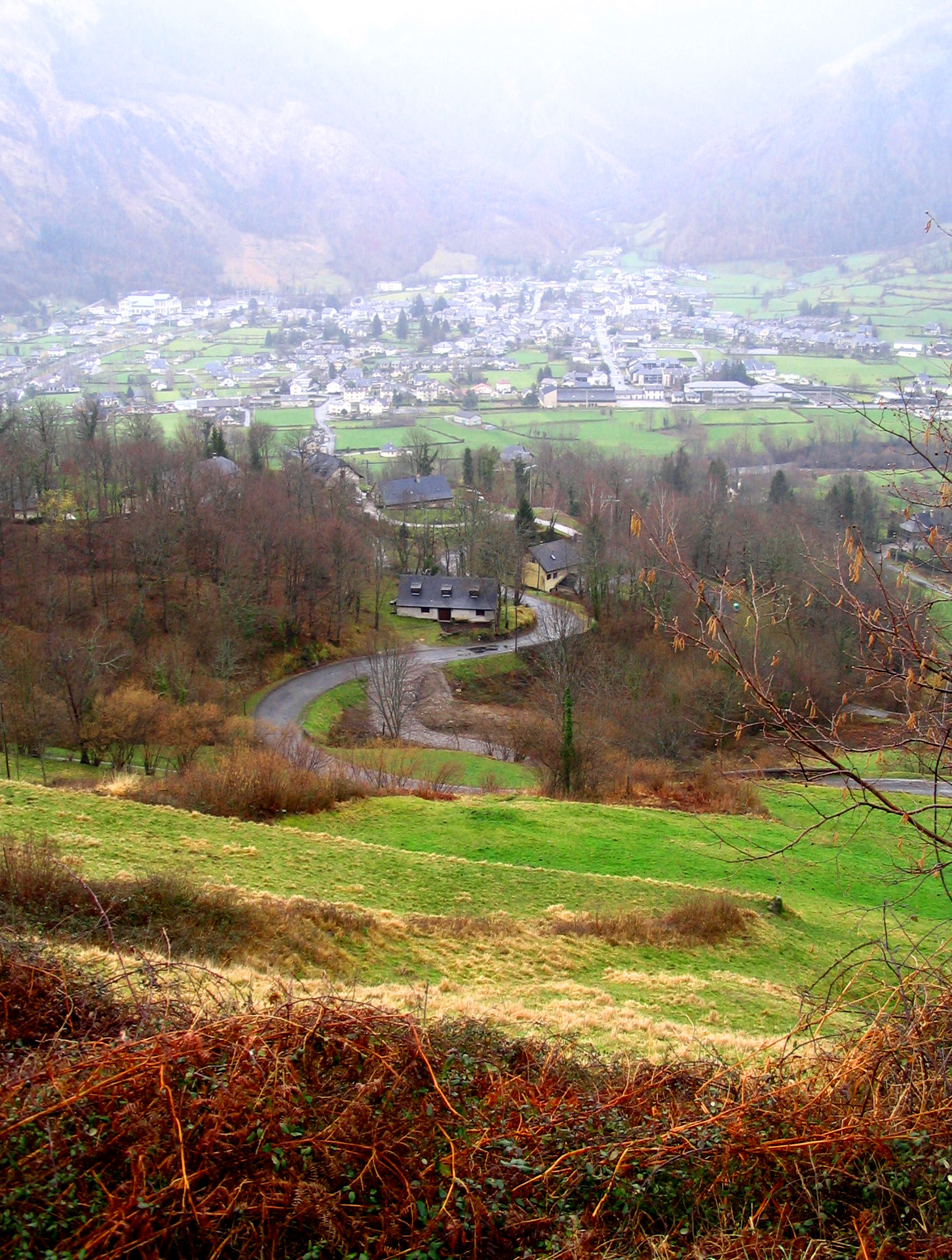
Gezicht op Laruns

## Sport
Laruns is vier keer etappeplaats geweest in de wielerkoers Ronde van Frankrijk. In 2018, 2020 en 2023 was Laruns aankomstplaats van een etappe door de Pyreneeën. De ritwinnaars in Laruns zijn respectievelijk Primož Roglič, Tadej Pogačar en Jai Hindley.

## Afbeeldingen

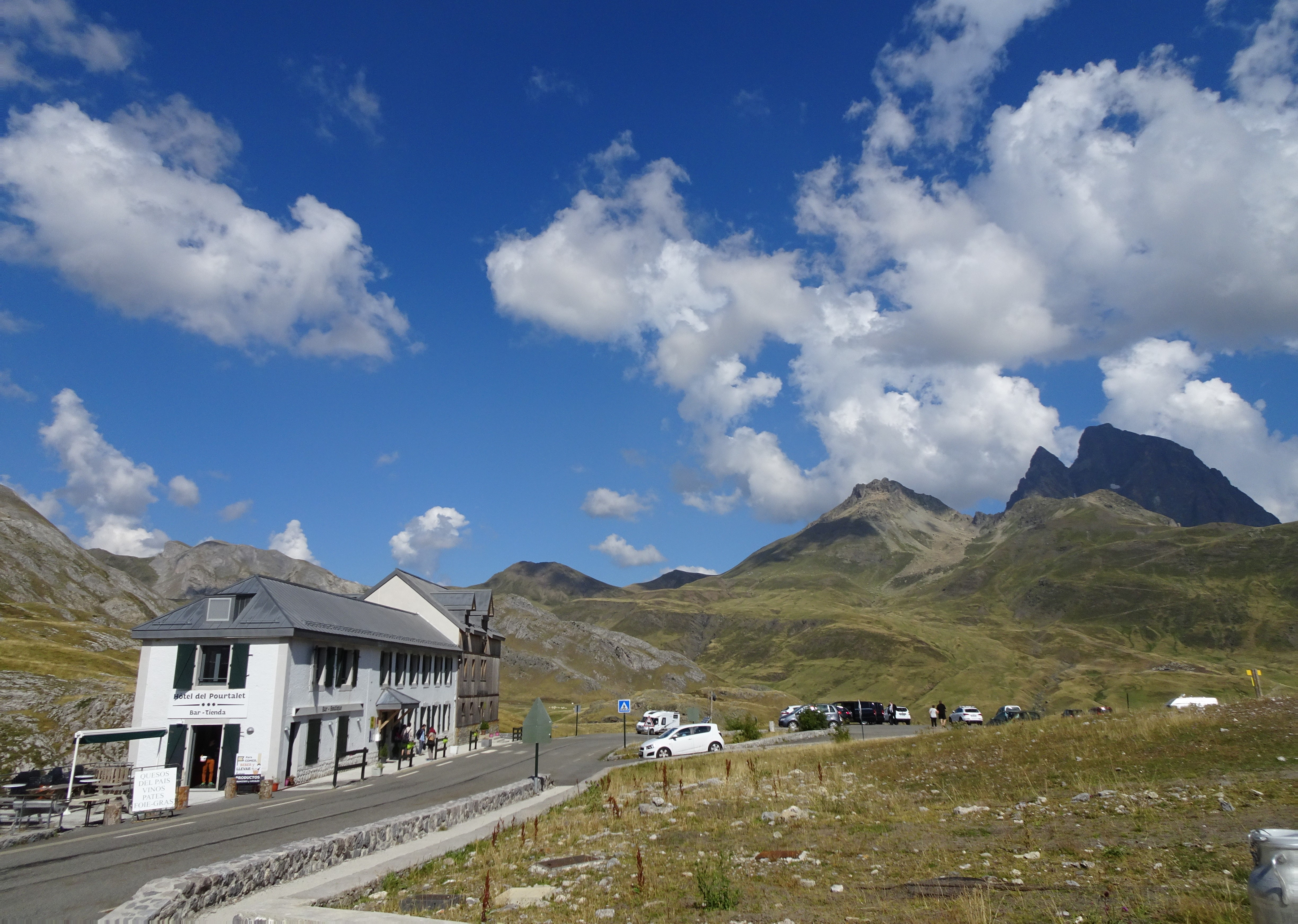
Col du Pourtalet
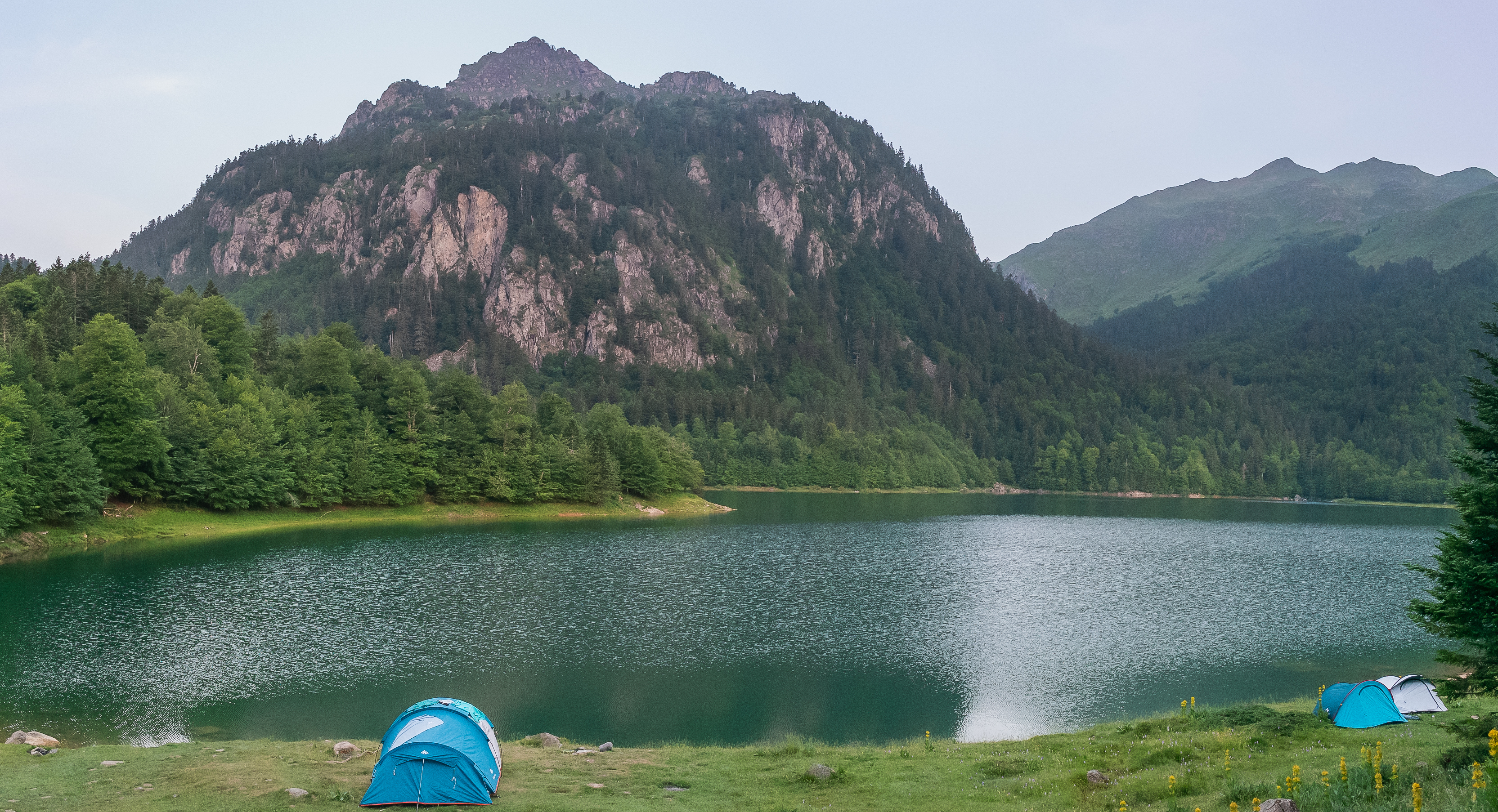
Lac de Bious-Artigues
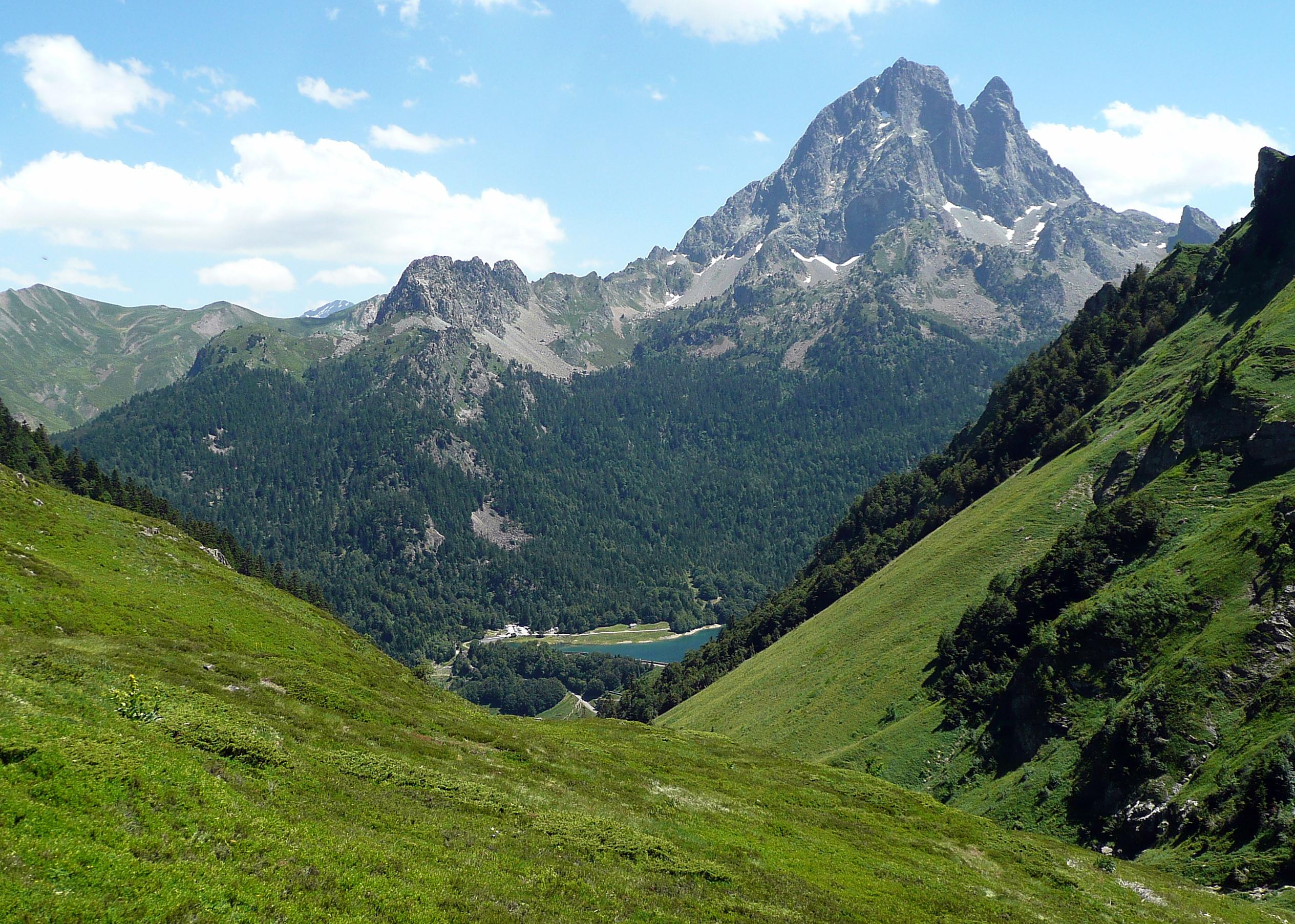
Pic du Midi d'Ossau